# Anatoli Bely
Pour les articles homonymes, voir Bely.
Anatoli Aleksandrovitch Weissman, connu sous le nom de scène Anatoli Alexandrovitch Bely (en russe : Анатолий Александрович Белый), né le 1er août 1972 à Bratslav, est un acteur soviétique, puis israélien. Il est nommé Artiste émérite de la fédération de Russie en 2006,.

## Biographie
Anatoli Bely naît en 1972 à Bratslav et grandit à Togliatti, où ses parents participent à la construction de l'usine automobile de la Volga. Sa mère deviendra par la suite professeure d'allemand,.

### Formation et débuts
Après avoir terminé l'école secondaire en 1989, il intègre l'Institut d'aviation de Kouïbychev afin d'étudier les ordinateurs embarqués et systèmes électroniques. Rapidement, il réalise son désintérêt pour la filière technique et abandonne ses études au cours de sa troisième année. Il découvre alors sa passion pour le théâtre en jouant dans une troupe de théâtre jeunesse et en participant à des compétitions de KVN.
Il déménage ensuite à Moscou pour intégrer l’École supérieure d'art dramatique Mikhaïl-Chtchepkine, dans la classe de Nikolaï Afonine, d’où il sort diplômé en 1995. Il effectue son service militaire au Théâtre de l'Armée russe.

## Carrière
En 1998, Anatoli Bely rejoint la troupe du Théâtre académique musical de Moscou puis, en 2003, celle du Théâtre d'art de Moscou.
Sa prestation dans le rôle du Maître dans Le Maître et Marguerite (mise en scène par János Szász) en 2011 est saluée par la critique. Il est plusieurs fois lauréat du Prix Tchaïka (2002, 2003, 2007) et nommé Artiste émérite de la fédération de Russie en 2006,.
En parallèle, Bely débute sous son nom de naissance Weissman avant d'adopter le pseudonyme Bely. Il commence par des seconds rôles et des apparitions comme cascadeur, avant d’être remarqué dans la série télévisée La Brigade (2002). Il se distingue ensuite dans des productions comme Multiplier Sadness (2005), Talisman de l'amour (2005), Paragraphe 78 (2007) et Les Frères Karamazov (2009).
Par la suite, il incarne Kazimir Malevitch dans Chagall - Malevitch (2014) et Grigori Alexandrov dans Orlova et Alexandrov (2015). En 2016, il lance le projet Kinopoesia qui associe courts-métrages et poésie,.

### 2021 - présent
En 2021, il joue dans KARAntin de Diana Ringo puis dans Firefall de Dmitry Kiselyov. En 2022, il participe à Danse avec les stars en Russie. La même année, il dénonce publiquement l'Invasion de l'Ukraine par la Russie en 2022 et quitte la Russie pour s’installer en Israël,.
En 2024, il prête sa voix au documentaire Auschwitz produit par Steven Spielberg,.
En 2025, il est à l’affiche de Deux Procureurs de Sergei Loznitsa, sélectionné en compétition officielle au Festival de Cannes 2025.

## Filmographie
- 1996 : Kings of the Russian investigation
- 1999 : Maman : Le proxénète
- 2001 : The Perfect Match
- 2002 : La Brigade : assistant d'Igor Vvedensky
- 2003 : Mail Order Bride : danseur
- 2005 : Talisman de l'amour : Alexander Uvarov
- 2006 : Wolfhound, l'ultime guerrier : Vinitar
- 2006 : Prince Vladimir : Iaropolk Ier
- 2007 : Paragraphe 78 : Spam
- 2009 : Les Frères Karamazov (série télévisée, 2009) : Ivan Karamazov
- 2012 : War Zone : un conseiller du président
- 2012 : Le Papillon d'acier : capitaine Grigori Khanine
- 2013 : Subwave : Vladislav Konstantinov
- 2014 : Chagall - Malevitch : Kazimir Malevich
- 2015 : Orlova et Alexandrov : Grigory Alexandrov
- 2015 : Ici les aubes sont calmes... : major Tchernov
- 2021 : KARAntin : Felix
- 2022 : Firefall : Arabov
- 2025 : Deux Procureurs